# Ču Piao
Ču Piao (čínsky pchin-jinem Zhū Biāo, znaky 朱標; 10. října 1355 – 17. května 1392) byl nejstarším synem čínského císaře Chung-wua, zakladatele dynastie Ming. Se založením mingské říše a dynastie roku 1368 byl Ču Piao jmenován korunním princem. V rámci přípravy na převzetí moci dostal nejlepší možné konfuciánské vzdělání. Zemřel v osmatřiceti letech roku 1392, ještě za života otce. Postavení následníka po něm převzal jeho nejstarší žijící syn Ču Jün-wen, který o šest let později nastoupil na trůn jako císař Ťien-wen.

## Život
Ču Piao se narodil v Tchaj-pchingu (dnes v provincii An-chuej), tehdejším sídle Ču Jüan-čanga. Byl jeho prvním synem. Když se roku 1364 jeho otec prohlásil králem Wu, jmenoval Ču Piaa svým dědicem. Poté, co se Ču Jüan-čang prohlásil císařem říše Ming, Ču Piao obdržel titul korunního prince (皇太子, chuang tchaj-c’). Byl intenzívně vzděláván v konfuciánském učení pod vedením Sung Liena. Vyrostl ve vzdělaného a humánního politika, podobného v těchto vlastnostech své matce. Od roku 1377 se účastnil porad císaře s ministry a podílel se na každodenním řízení státu.
První manželkou Ču Piaa byl dcera mingského generála Čchang Jü-čchuna, vzali se roku 1371, dala mu syny Ču Siung-jinga (1374–1382) a Ču Jün-tenga (1377–1417). Druhá manželka byla dcerou Lü Pena, původně jüanského úředníka, který se přidal k Ču Jüan-čangovi na počátku jeho vzestupu; jejími syny byl Ču Jün-wen (císař Ťien-wen), Ču Jün-ťien († 1402) a Ču Jün-si (1391–1406).
V září 1391 byl vyslán na inspekci provincie Šen-si, s úkolem zvážit přemístění hlavního města do Čchang-anu (dnešní Si-an). Z cesty se vrátil koncem roku, ale než mohla být přijata nějaká opatření, onemocněl (v lednu 1392) a po několika měsících zemřel. Pohřben byl v mauzoleu na úpatí hory Čung na předměstí Nankingu.
Po smrti Ču Piaa pozici korunního prince zaujal jeho nejstarší syn Ču Jün-wen, který jej po nástupu na trůn posmrtně jmenoval císařem. Třetí mingský císař Jung-le, poté, co svrhl Ťien-wena, zrušil i panovnický status Ču Piaa. Až o dvě století později, roku 1595, byli Ťien-wen i Ču Piao opět povýšeni na císaře.